# IPTC
IPTC（International Press Telecommunications Council、アイピーティーシー）は、世界の大手メディア企業約55社が参加する団体。本部はイギリスのウィンザー。国際新聞電気通信評議会と訳される。日本からは、日本新聞協会、共同通信社が主要メンバーとして参画している。（過去に日本アイ・ビー・エムほかもメンバーだったことがある。）
メタデータとして画像ファイルに含まれるIPTCヘッダー（IPTC情報交換モデルのメタデータ）を策定した。写真の内容を表す情報が入っており、写真データを企業間でやり取りするときに理解できるメタデータとして定義されている。Adobe社がこれをPhotoshopに採用し、一般に広まった。画像ファイルの中にバイナリで埋め込まれていたが、のちにIPTCとAdobe社の協力によってXMP版に移植された。
古くは報道の自由を国際的に守る活動を行っていたが、近年のIPTCは、ニュースに必要なデータを企業間で伝達する際に必要な情報を処理しやすいように定義・公開する技術団体になっている。
NewsMLもIPTCによって策定された。XMLでニュース交換に必要な情報をまとめたメタデータ群。新聞組版などのレイアウト情報は入ってないが、ニュースに必要な素材である、テキスト、画像等をまとめて記事単位で表すことや、複数の記事をまとめてパッケージ化することができる。共同通信社が採用し業務用途でニュース配信しているので、多くの日本の新聞社がNewsMLを受信して再利用していることになる。JIS X 7201として公開されている。